# Derby algérois
 (décembre 2022).
Le Derby algérois est une rencontre de football opposant le Mouloudia Club d'Alger à l'Union sportive de la médina d'Alger. Il s'agit d'une date phare dans le calendrier sportif algérien étant donné que cette rivalité représente le plus grand derby du pays et l'un des plus importants en Afrique du Nord.
La première rencontre officielle entre les deux équipes a lieu en 1948, alors que l'Algérie était encore française. Après l'indépendance du pays, le MCA et l'USMA s'affrontent à plusieurs reprises à l'occasion de matchs à grand enjeu, à commencer par la finale du premier championnat d'Algérie, en 1963. Les deux clubs disputent également cinq finales de Coupe d'Algérie, en 1971, 1973, 2006, 2007 et 2013, ainsi que deux Supercoupes, en 2014 et 2016.
Outre ces matchs décisifs avec trophée à la clé, le MCA et l'USMA croisent le fer chaque saison dans le cadre du championnat d'Algérie, où les deux rivaux visent souvent le haut du tableau. Les derbies se déroulent, sauf huis clos, au stade du 5-Juillet-1962 et drainent des foules considérables assurant de l'ambiance dans les tribunes. Les supporters Mouloudéens et Usmistes sont issus, en majorité, des mêmes quartiers d'Alger, et notamment de la Casbah, berceau originel des deux clubs.

## Histoire

### Matchs mémorables
En 1997 l'USMA, équipe recevante, s'impose 3 à 1 après un show de Hadj Adlane qui retrouvait son équipe après cinq années passées à la JSK et le mémorable moment où recevant le ballon il a commencé à jongler soulevant l'enthousiasme du public usmiste.

### Culture populaire
La rivalité USMA-MCA fait l'objet d'un épisode de la série documentaire Looking for, réalisée par Théo Schuster et Éric Cantona et consacrée aux « plus grands derbys du monde,,. » Tourné en avril 2015 et diffusé le 11 novembre de la même année sur Canal+ Sport, le reportage est ensuite projeté à Paris le 6 juillet 2019.

### Les premières années

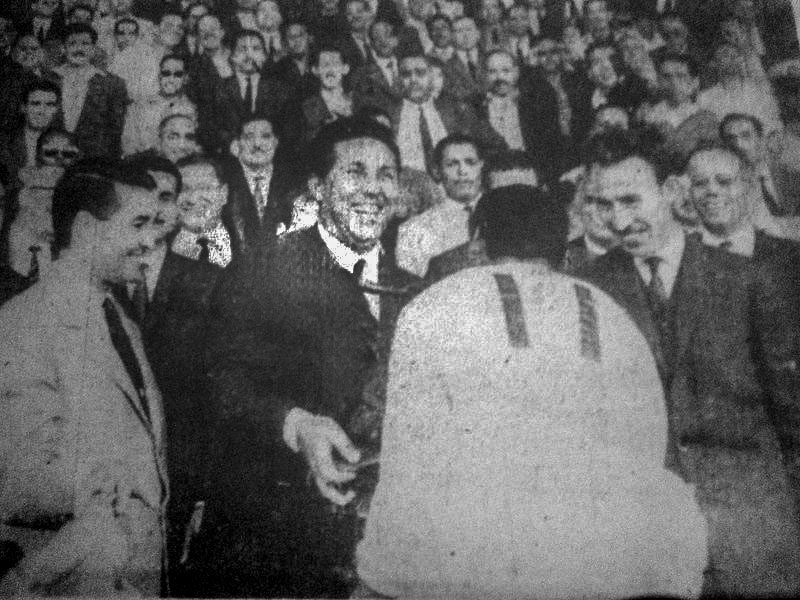
Bentifour, entraîneur de l'USM Alger reçoit des mains de Ben Bella président de la république, le 1er trophée du championnat d'Algérie de football, sous le regard du Président de la FAF le Dr Maouche (à gauche) et du ministre de la défense Houari Boumédiène (à droite), le 16 juin 1963.

Le Grand derby Algérois entre l'USM Alger et le MC Alger est le plus grand derby d'Algérie. Le premier match fut en 1940 en coupe municipale pendant la période coloniale et se termina par la victoire du Mouloudia, a cause de la différence de niveau les deux équipes ne se sont pas beaucoup rencontrées durant cette période, où le MC était toujours dominant.
En 1977 une réforme du sport est menée comme prévu par le Ministère de la Jeunesse et des Sports, afin de donner aux clubs d'élite une bonne assise financière leur permettant de se structurer professionnellement (en ASP Qui signifie Association Sportive de Performances). L'objectif était donc de leur donner une pleine autonomie de gestion avec la création de leur propre centre de formation. MC Alger sponsorisé par la société nationale des hydrocarbures Sonatrach qui induit le changement de son nom qui devient Mouloudia Pétroliers d'Alger (MPA). quant à l'USM Alger sponsorise le club et change le nom en Union sportive kahraba d'Alger (USK Alger), (arabe : كهرباء, kahraba) signifiant électricité qui avait hérité de la Société nationale de l'électricité et du gaz (Sonelgaz).

### Deuxième ère professionnelle (depuis 2010)
Il a été décidé par la Ligue de football professionnel et la Fédération algérienne de football de professionnaliser le championnat algérien de football, à partir de la saison 2010-2011 Ainsi tous les clubs de football algériens qui bénéficiaient jusqu'alors du statut de club semi-professionnel, acquerront le statut professionnel rendez-vous cette saison. le président de la Fédération algérienne de football, Mohamed Raouraoua, s'exprime depuis son investiture en tant que président de la fédération en professionnalisme, l'USM Alger devient le premier club professionnel en Algérie l'homme d'affaires Ali Haddad est devenu l'actionnaire majoritaire après avoir investi 700 millions de dinars algériens acheter une participation de 83% dans le club,. Quant à MC Alger, un protocole d'accord a été signé entre Sonatrach et SSPA MCA pour l'achat de 100% du capital de la société sportive avec des actions de MC Alger, le président-directeur général de la société pétrolière ainsi que le directeur financier exécutif de la compagnie Omar Beja, était présent côté Mouloudia, le président du conseil d'administration Abdelkader Bouhraoua qui a signé le protocole. S'agissant des dettes inscrites au produit, les actionnaires de l'institution sportive ayant des actions se sont engagés auprès de MCA à céder leurs actions au profit de Sonatrach à la valeur nominale de cette dernière,.
Lors de la finale de la Coupe d'Algérie 2013 pour la cinquième fois de l'histoire. L'USM Alger a battu le MC Alger avec un but marqué par Mokhtar Benmoussa. L'USMA a remporté son huitième titre. C'était aussi la première fois qu'Al Ittihad gagnait contre le Mouloudia en finale après quatre défaites auparavant. Après la fin du match et alors qu'il se dirigeait vers les médailles, le MC Alger a refusé de monter en signe de protestation contre la performance de l'arbitre Djamel Haimoudi, et a alors dû sanctionner le président du club Omar Gharib joueur de toujours Faouzi Chaouchi et Réda Babouche deux ans et entraîneur Djamel Menad un an.
En 2014, les deux équipes se sont rencontrées en finale de la Super Coupe, pour la première fois, et la rencontre s'est terminée par la victoire du MC Alger par un but inscrit par Sid Ahmed Aouadj. D'ailleurs, un scandale vient alors gâcher cette compétition. L'arbitre assistant international algérien, Amine Bitam, ainsi que le responsable du jeu, ont déclaré à la presse locale qu'un haut responsable algérien avait ordonné aux joueurs du MCA de blesser délibérément leurs adversaires pendant le match. Un but valable pour l'USM Alger a été refusé sous prétexte de hors-jeu. L'affaire est actuellement devant les tribunaux. les deux clubs se sont à nouveau rencontrés pour la Super coupe le premier novembre 2016, le match s'est joué au Stade Mustapha-Tchaker et l'USMA a été couronné vainqueur après la fin du match avec 2 buts marqués Farouk Chafaï et Mohamed Rabie Meftah.
Le 2 juin 2019, c'est officiel, la famille Haddad cède sa participation de 92% dans SSPA USMA. C'est le chargé de communication du club, Amine Tirmane, qui l'a annoncé sur la Echorouk TV. les raisons qui les ont poussés à prendre cette décision sont l'emprisonnement du propriétaire du club Ali Haddad et également le gel de tous les comptes financiers du club. Alors qu'il était prévu que l'assemblée générale des actionnaires de l'USM Alger se tiendrait le 12 mars 2020, elle a été soumise au 2 mars, notamment après l'incarcération de l'ancien président du club, Rabouh Haddad. La réunion a vu la présence du représentant de l'ETRHB Haddad et l'absence du président du club amateur Saïd Allik, et après deux heures et demie, il a été annoncé que le Groupe SERPORT avait racheté les actions de l'ETRHB Haddad qui s'élevaient à 94,34%,.
Le 8 août 2021 le Président de la République Abdelmadjid Tebboune a annoncé que la gestion du nouveau stade de Douera reviendrait au MC Alger. Comme il a rappelé la fondation du Club le 7 août 1921 par feu Abderrahmane Aouf, et est revenu sur le parcours du combattant de l'équipe et son arrêt avant et pendant la guerre d'Algérie. Le taux d'avancement des travaux du stade a atteint environ 55%, selon le rapport d'activité 2020 présenté en février dernier par le ministère de la Jeunesse et des Sports. Depuis plusieurs années, plusieurs clubs algériens dont l'USM Alger, le CR Belouizdad et le MC Alger demandent que l'un des deux nouveaux stades de football en construction à Baraki et Douera leur soit attribué,. Le 3 juin 2023, l'USMA est devenue le premier Algérien vainqueur de la Coupe de la Coupe de la confédération et du premier titre international de son histoire, après sa victoire face aux Young Africans,. Lors du match retour de la finale, le Groupe UNITED 1937 était présent pour organiser le plus grand tifo d'Algérie qui comprend tout le stade, mais celui-ci a été annulé après qu'un groupe de supporters du MC Alger est venu le gâcher, ce qui a provoqué une bagarre dans les tribunes. avec eux où la police les a secourus. Le 26 août 2023, l'USM Alger remporte son deuxième titre continental après avoir remporté la Supercoupe de la CAF contre Al Ahly,.
Le 2 novembre 2023, le président de la République Abdelmadjid Tebboune annonce que le nouveau stade du Mouloudia Alger portera le nom d'Ali Ammar, connu comme Ali La Pointe héros de la Bataille d'Alger.

## Historique des confrontations
| #   | Saison         | Compétition                      | Date                               | Stade                              | Rencontre                          | Score                              | Buteurs du MCA                                      | Buteurs de l'USMA                                 |
| --- | -------------- | -------------------------------- | ---------------------------------- | ---------------------------------- | ---------------------------------- | ---------------------------------- | --------------------------------------------------- | ------------------------------------------------- |
| 1   | 1947-1948      | Coupe (1/4 de finale)            | 04/01/1948                         | Stade municipal                    | MCA - USMA                         | 2 - 0                              | Hahad 49e, El Mahdaoui 64e                          |                                                   |
| 2   | 1949-1950      | Coupe (8e de finale)             | 04/12/1949                         | Stade municipal                    | MCA - USMA                         | 5 - 1                              | Khelil 15e, Bennour 35e, Azef 40e 55e, Derriche 87e | Zouaoui 23e                                       |
| 3   | 1962-1963      | Championnat régional             | 09/05/1963                         | Saint-Eugène                       | USMA - MCA                         | 2 - 1                              | Laggoun 9e                                          | Meziani 17e, Krimo 40e                            |
| 4   | 1962-1963      | Championnat (Finale)             | 16/06/1963                         | Stade municipal                    | USMA - MCA                         | 3 - 0                              |                                                     | Ben Tifour 60e, Krimo 73e, Bernaoui 89e           |
| 5   | 1963-1964      | Championnat                      | 17/11/1963                         | Saint-Eugène                       | MCA - USMA                         | 3 - 0                              | Aouadj 50e, Lemoui 62e (pen.), Oucif 70e            |                                                   |
| 6   | 1963-1964      | Championnat                      | 22/04/1964                         | Saint-Eugène                       | USMA - MCA                         | arrêté                             |                                                     |                                                   |
| 7   | 1964-1965      | Championnat                      | 27/09/1964                         | Bologhine                          | USMA - MCA                         | 0 - 0                              |                                                     |                                                   |
| 8   | 1964-1965      | Championnat                      | 28/02/1965                         | Bologhine                          | MCA - USMA                         | non joué                           |                                                     |                                                   |
| 9   | 1965-1966      | Championnat D2                   | 10/10/1965                         | Bologhine                          | MCA - USMA                         | 1 - 2                              | Benali 63e                                          | Bousseloub 74e (csc), Bernaoui 75e                |
| 10  | 1965-1966      | Championnat D2                   | 27/03/1966                         | Bologhine                          | USMA - MCA                         | 1 - 3                              | Benfadah 6e, Saâdi 25e, Oucif 68e                   | Belbekri 53e                                      |
| 11  | 1966-1967      | Championnat D2                   | 23/10/1966                         | Bologhine                          | USMA - MCA                         | 1 - 3                              | Alik 75e, Amara 76e, Oucif 88e                      | Zemmour 65e                                       |
| 12  | 1966-1967      | Championnat D2                   | 02/03/1967                         | Bologhine                          | MCA - USMA                         | 0 - 1                              |                                                     | Saâdi 48e                                         |
| 13  | 1967-1968      | Championnat D2                   | 05/11/1967                         | Bologhine                          | MCA - USMA                         | 3 - 1                              | Tahir 5e 33e, Oucif 30e                             | Belbekri 42e                                      |
| 14  | 1967-1968      | Championnat D2                   | 21/04/1968                         | Bologhine                          | USMA - MCA                         | 1 - 3                              | Betrouni 10e 50e, Tahir 76e                         | Guittoun 48e                                      |
|     | 1968-1969      | 1968-1969                        | Divisions différentes : USMA en D2 | Divisions différentes : USMA en D2 | Divisions différentes : USMA en D2 | Divisions différentes : USMA en D2 | Divisions différentes : USMA en D2                  | Divisions différentes : USMA en D2                |
| 15  | 1969-1970      | Championnat                      | 16/11/1969                         | Bologhine                          | MCA - USMA                         | 2 - 1                              | Amrous 40e, Tahir 74e                               | Chalabi 89e                                       |
| 16  | 1969-1970      | Championnat                      | 08/03/1970                         | Bologhine                          | USMA - MCA                         | 1 - 2                              | Mesbah 3e, Zerrouk 77e                              | Guittoun 27e                                      |
| 17  | 1970-1971      | Championnat                      | 25/10/1970                         | Bologhine                          | USMA - MCA                         | 2 - 2                              | Mesbah 21e 43e                                      | Attoui 19e, Chalabi 54e                           |
| 18  | 1970-1971      | Championnat                      | 28/02/1971                         | Bologhine                          | MCA - USMA                         | 1 - 2                              | Zerrouk 63e                                         | Meziani 6e, Chalabi 34e                           |
| 19  | 1970-1971      | Coupe (Finale)                   | 13/06/1971                         | El Anasser                         | MCA - USMA                         | 2 - 0                              | Betrouni 5e, Bachi 36e                              |                                                   |
| 20  | 1971-1972      | Championnat                      | 05/12/1971                         | Brakni                             | USMA - MCA                         | 1 - 3                              | Tahir 32e, Betrouni 78e 89e                         | Hamici 50e                                        |
| 21  | 1971-1972      | Championnat                      | 14/05/1972                         | Bologhine                          | MCA - USMA                         | 0 - 1                              |                                                     | Chalabi 39e                                       |
|     | 1972-1973      | Championnat                      | Divisions différentes : USMA en D2 | Divisions différentes : USMA en D2 | Divisions différentes : USMA en D2 | Divisions différentes : USMA en D2 | Divisions différentes : USMA en D2                  | Divisions différentes : USMA en D2                |
| 22  | 1972-1973      | Coupe (Finale)                   | 19/06/1973                         | 5-Juillet-1962                     | MCA - USMA                         | 4 - 2                              | Bachi 36e, Kaoua 96e, Bousri 106e, Betrouni 116e    | Attoui 18e 120e                                   |
|     | 1973-1974      | 1973-1974                        | Divisions différentes : USMA en D2 | Divisions différentes : USMA en D2 | Divisions différentes : USMA en D2 | Divisions différentes : USMA en D2 | Divisions différentes : USMA en D2                  | Divisions différentes : USMA en D2                |
| 23  | 1974-1975      | Championnat                      | 22/12/1974                         | 5-Juillet-1962                     | MCA - USMA                         | 3 - 0                              | Zenir 23e 40e, Betrouni 33e                         |                                                   |
| 24  | 1974-1975      | Coupe (16e de finale)            | 29/12/1974                         | 5-Juillet-1962                     | MCA - USMA                         | 1 - 0                              | Bousri 87e                                          |                                                   |
| 25  | 1974-1975      | Championnat                      | 04/05/1975                         | 5-Juillet-1962                     | USMA - MCA                         | 1 - 1                              | Azzouz 67e (pen.)                                   | Zidane 76e                                        |
| 26  | 1975-1976      | Championnat                      | 16/11/1975                         | 5-Juillet-1962                     | USMA - MCA                         | 1 - 1                              | Azzouz 27e (pen.)                                   | Keddou 42e                                        |
| 27  | 1975-1976      | Championnat                      | 16/05/1976                         | 5-Juillet-1962                     | MCA - USMA                         | 0 - 1                              |                                                     | Guedioura 74e                                     |
| 28  | 1976-1977      | Championnat                      | 29/10/1976                         | 5-Juillet-1962                     | MCA - USMA                         | 1 - 1                              | Aït Hamouda 75e                                     | Guedioura 34e                                     |
| 29  | 1976-1977      | Coupe (8e de finale)             | 11/02/1977                         | 5-Juillet-1962                     | USMA - MCA                         | 1 - 0                              |                                                     | Deraoui 93e                                       |
| 30  | 1976-1977      | Championnat                      | 08/04/1977                         | 5-Juillet-1962                     | USMA - MCA                         | 1 - 2                              | Zenir 17e, Bachi 82e                                | Ali Messaoud 71e                                  |
| 31  | 1977-1978      | Championnat                      | 28/10/1977                         | 5-Juillet-1962                     | MCA - USMA                         | 1 - 1                              | Bousri 46e                                          | Rabet 66e                                         |
| 32  | 1977-1978      | Championnat                      | 03/02/1978                         | 5-Juillet-1962                     | USMA - MCA                         | 0 - 0                              |                                                     |                                                   |
| 33  | 1978-1979      | Championnat                      | 29/09/1978                         | Bologhine                          | MCA - USMA                         | 3 - 3                              | Bouiche 14e, Zenir 84e, Bachi 86e                   | Guedioura 10e, Rabet 28e, Amenouche 68e           |
| 34  | 1978-1979      | Championnat                      | 26/01/1979                         | Bologhine                          | USMA - MCA                         | 1 - 2                              | Betrouni 25e, Bousri 83e (pen.)                     | Habouche 58e                                      |
| 35  | 1979-1980      | Championnat                      | 26/01/1980                         | Bologhine                          | USMA - MCA                         | 0 - 0                              |                                                     |                                                   |
| 36  | 1979-1980      | Championnat                      | 16/05/1980                         | Bologhine                          | MCA - USMA                         | 0 - 2                              |                                                     | Chaâbane 47e, Rabet 86e                           |
|     | 1980-1981      | 1980-1981                        | Divisions différentes : USMA en D2 | Divisions différentes : USMA en D2 | Divisions différentes : USMA en D2 | Divisions différentes : USMA en D2 | Divisions différentes : USMA en D2                  | Divisions différentes : USMA en D2                |
| 37  | 1981-1982      | Championnat                      | 07/09/1981                         | 20-Août-1955                       | USMA - MCA                         | 0 - 0                              |                                                     |                                                   |
| 38  | 1981-1982      | Championnat                      | 01/01/1982                         | Bologhine                          | MCA - USMA                         | 2 - 1                              | Bousri 52e, Khellaf 87e                             | Boutamine 70e                                     |
| 39  | 1981-1982      | Coupe (1/4 de finale)            | 26/03/1982                         | 5-Juillet-1962                     | MCA - USMA                         | 4 - 4                              | Bousri 29e 77e, Bellemou 30e, Mahiouz 104e          | Boutamine 9e 82e, Guedioura 79e, Ali Messaoud 91e |
| 40  | 1982-1983      | Championnat                      | 29/10/1982                         | 5-Juillet-1962                     | MCA - USMA                         | 0 - 0                              |                                                     |                                                   |
| 41  | 1982-1983      | Championnat                      | 25/03/1983                         | 5-Juillet-1962                     | USMA - MCA                         | 2 - 1                              | Bousri 85e                                          | Azzouz 2e, Rabet 69e                              |
|     | De 1983 à 1985 | De 1983 à 1985                   | Divisions différentes : USMA en D2 | Divisions différentes : USMA en D2 | Divisions différentes : USMA en D2 | Divisions différentes : USMA en D2 | Divisions différentes : USMA en D2                  | Divisions différentes : USMA en D2                |
| 42  | 1985-1986      | Championnat D2                   | 24/10/1985                         | 5-Juillet-1962                     | MCA - USMA                         | 4 - 1                              | Bousri 31e 51e, Bencheikh 64e, Bouiche 65e          | Lalili 56e (pen.)                                 |
| 43  | 1985-1986      | Coupe (32e de finale)            | 27/12/1985                         | 20-Août-1955                       | MCA - USMA                         | 1 - 0                              | Sebbar 84e (pen.)                                   |                                                   |
| 44  | 1985-1986      | Championnat D2                   | 20/03/1986                         | 5-Juillet-1962                     | USMA - MCA                         | 1 - 1                              | Belhadj 80e                                         | Laâouada 69e                                      |
|     | 1986-1987      | Championnat                      | Divisions différentes : USMA en D2 | Divisions différentes : USMA en D2 | Divisions différentes : USMA en D2 | Divisions différentes : USMA en D2 | Divisions différentes : USMA en D2                  | Divisions différentes : USMA en D2                |
| 45  | 1986-1987      | Coupe (32e de finale)            | 06/02/1987                         | 5-Juillet-1962                     | MCA - USMA                         | 1 - 0                              | Mekhloufi 64e                                       |                                                   |
| 46  | 1987-1988      | Championnat                      | 23/10/1987                         | 5-Juillet-1962                     | USMA - MCA                         | 1 - 1                              | Sebbar 15e                                          | Mouaci 50e                                        |
| 47  | 1987-1988      | Championnat                      | 08/04/1988                         | 5-Juillet-1962                     | MCA - USMA                         | 1 - 1                              | Djahmoun 80e                                        | Baaziz 86e                                        |
| 48  | 1988-1989      | Championnat                      | 05/12/1988                         | 5-Juillet-1962                     | USMA - MCA                         | 1 - 2                              | Belaouchet 8e 79e                                   | Benkhalidi 44e                                    |
| 49  | 1988-1989      | Championnat                      | 30/03/1989                         | 5-Juillet-1962                     | MCA - USMA                         | 2 - 0                              | Belaouchet 66e, Maïche 83e                          |                                                   |
| 50  | 1989-1990      | Championnat                      | 20/11/1989                         | Bologhine                          | USMA - MCA                         | 0 - 0                              |                                                     |                                                   |
| 51  | 1989-1990      | Championnat                      | 13/04/1990                         | 5-Juillet-1962                     | MCA - USMA                         | 1 - 1                              | Abdellaoui 37e (csc)                                | Hamaz 17e                                         |
|     | De 1990 à 1995 | De 1990 à 1995                   | Divisions différentes : USMA en D2 | Divisions différentes : USMA en D2 | Divisions différentes : USMA en D2 | Divisions différentes : USMA en D2 | Divisions différentes : USMA en D2                  | Divisions différentes : USMA en D2                |
| 52  | 1995-1996      | Championnat                      | 18/03/1996                         | Omar-Hamadi                        | USMA - MCA                         | 1 - 0                              |                                                     | Zekri 1re                                         |
| 53  | 1995-1996      | Championnat                      | 20/06/1996                         | 5-Juillet-1962                     | MCA - USMA                         | 1 - 0                              | Aït Tahar 54e                                       |                                                   |
| 54  | 1996-1997      | Championnat                      | 07/11/1996                         | 5-Juillet-1962                     | MCA - USMA                         | 2 - 0                              | Tebbal 11e, Dob 89e                                 |                                                   |
| 55  | 1996-1997      | Championnat                      | 17/03/1997                         | 5-Juillet-1962                     | USMA - MCA                         | 3 - 1                              | Dahmani 68e (pen.)                                  | Hadj Adlane 5e 81e, Nazef 51e (csc)               |
| 56  | 1997-1998      | Championnat                      | 01/01/1998                         | 5-Juillet-1962                     | USMA - MCA                         | 0 - 0                              |                                                     |                                                   |
| 57  | 1997-1998      | Championnat                      | 17/04/1998                         | 5-Juillet-1962                     | MCA - USMA                         | 0 - 1                              |                                                     | Mehdaoui 31e                                      |
| 58  | 1998-1999      | Championnat                      | 09/11/1998                         | 5-Juillet-1962                     | USMA - MCA                         | 2 - 2                              | Saïfi 60e, Gasmi 74e                                | Hadj Adlane 17e, Hamdoud 83e                      |
| 59  | 1998-1999      | Championnat                      | 18/02/1999                         | 5-Juillet-1962                     | MCA - USMA                         | 0 - 0                              |                                                     |                                                   |
| 60  | 1998-1999      | Coupe (Demi-finale)              | 26/06/1999                         | 5-Juillet-1962                     | USMA - MCA                         | 2 - 2                              | Saïfi 14e, Rahmouni 119e                            | Hamdani 21e (pen.), Yacef 113e                    |
| 61  | 1999-2000      | Championnat                      | 04/11/1999                         | 5-Juillet-1962                     | USMA - MCA                         | 0 - 1                              | Benzerga 55e                                        |                                                   |
| 62  | 1999-2000      | Coupe de la Ligue (1er tour)     | 31/01/2000                         | 5-Juillet-1962                     | MCA - USMA                         | 1 - 0                              | Dob 61e                                             |                                                   |
| 63  | 1999-2000      | Championnat                      | 27/04/2000                         | OPOW, Boumerdès                    | MCA - USMA                         | 0 - 1                              |                                                     | Abacha 17e                                        |
| 64  | 2000-2001      | Championnat                      | 09/11/2000                         | 5-Juillet-1962                     | MCA - USMA                         | 0 - 0                              |                                                     |                                                   |
| 65  | 2000-2001      | Championnat                      | 16/03/2001                         | 5-Juillet-1962                     | USMA - MCA                         | 1 - 1                              | Bouras 90e                                          | Amirat 67e                                        |
| 66  | 2001-2002      | Championnat                      | 11/10/2001                         | 5-Juillet-1962                     | USMA - MCA                         | 2 - 1                              | Dob 74e (pen.)                                      | Bourahli 3e, Ghazi 63e                            |
| 67  | 2001-2002      | Championnat                      | 18/04/2002                         | 5-Juillet-1962                     | MCA - USMA                         | 0 - 0                              |                                                     |                                                   |
|     | 2002-2003      | 2002-2003                        | Divisions différentes : MCA en D2  | Divisions différentes : MCA en D2  | Divisions différentes : MCA en D2  | Divisions différentes : MCA en D2  | Divisions différentes : MCA en D2                   | Divisions différentes : MCA en D2                 |
| 68  | 2003-2004      | Championnat                      | 18/12/2003                         | 5-Juillet-1962                     | USMA - MCA                         | 3 - 1                              | Benali 2e                                           | Achiou 25e, Hamdoud 45e (pen.) 88e (pen.)         |
| 69  | 2003-2004      | Championnat                      | 19/04/2004                         | 5-Juillet-1962                     | MCA - USMA                         | 0 - 1                              |                                                     | Metref 90e                                        |
| 70  | 2004-2005      | Championnat                      | 21/10/2004                         | 5-Juillet-1962                     | MCA - USMA                         | 1 - 2                              | Daham 7e                                            | Diallo 11e, Achiou 26e                            |
| 71  | 2004-2005      | Championnat                      | 12/05/2005                         | 5-Juillet-1962                     | USMA - MCA                         | 1 - 2                              | Daham 26e 61e                                       | Dziri 9e                                          |
| 72  | 2005-2006      | Championnat                      | 20/10/2005                         | 5-Juillet-1962                     | MCA - USMA                         | 1 - 1                              | Bouzid 18e                                          | Eneramo 95e                                       |
| 73  | 2005-2006      | Championnat                      | 09/03/2006                         | 5-Juillet-1962                     | USMA - MCA                         | 1 - 0                              |                                                     | Metref 10e                                        |
| 74  | 2005-2006      | Coupe (Finale)                   | 15/06/2006                         | 5-Juillet-1962                     | MCA - USMA                         | 2 - 1                              | Daham 42e 50e (pen.)                                | Doucouré 85e                                      |
| 75  | 2006-2007      | Championnat                      | 22/09/2006                         | 5-Juillet-1962                     | USMA - MCA                         | 2 - 2                              | Bouguèche 35e, Coulibaly 62e                        | Zidane 6e, Bensaïd 67e                            |
| 76  | 2006-2007      | Championnat                      | 02/04/2007                         | 5-Juillet-1962                     | MCA - USMA                         | 0 - 0                              |                                                     |                                                   |
| 77  | 2006-2007      | Coupe (Finale)                   | 28/06/2007                         | 5-Juillet-1962                     | MCA - USMA                         | 1 - 0                              | Hadjadj 70e                                         |                                                   |
| 78  | 2007-2008      | Championnat                      | 19/11/2007                         | 5-Juillet-1962                     | USMA - MCA                         | 0 - 2                              | Badji 26e, Younes 40e                               |                                                   |
| 79  | 2007-2008      | Championnat                      | 25/02/2008                         | Koléa                              | MCA - USMA                         | 1 - 0                              | Coulibaly 8e                                        |                                                   |
| 80  | 2008-2009      | Championnat                      | 01/12/2008                         | 20-Août-1955                       | MCA - USMA                         | 0 - 0                              |                                                     |                                                   |
| 81  | 2008-2009      | Championnat                      | 19/03/2009                         | Omar-Hamadi                        | USMA - MCA                         | 3 - 0                              |                                                     | Dziri 49e, Hamidi 56e 65e                         |
| 82  | 2009-2010      | Championnat                      | 17/10/2009                         | 5-Juillet-1962                     | MCA - USMA                         | 0 - 0                              |                                                     |                                                   |
| 83  | 2009-2010      | Coupe (8e de finale)             | 16/03/2010                         | 5-Juillet-1962                     | USMA - MCA                         | 0 - 3                              | Bedbouda 64e, Derrag 69e, Zemmamouche 92e (pen.)    |                                                   |
| 84  | 2009-2010      | Championnat                      | 23/03/2010                         | 5-Juillet-1962                     | USMA - MCA                         | 1 - 2                              | Derrag 43e, Saïdoune 73e (csc)                      | Hamidi 92e                                        |
| 85  | 2010-2011      | Championnat                      | 30/11/2010                         | 5-Juillet-1962                     | MCA - USMA                         | 0 - 0                              |                                                     |                                                   |
| 86  | 2010-2011      | Championnat                      | 14/05/2011                         | Omar-Hamadi                        | USMA - MCA                         | 1 - 2                              | Zeddam 5e, Sofiane 57e                              | Meklouche 58e                                     |
| 87  | 2011-2012      | Championnat                      | 26/11/2011                         | 5-Juillet-1962                     | MCA - USMA                         | 1 - 0                              | Zeddam 72e                                          |                                                   |
| 88  | 2011-2012      | Championnat                      | 02/05/2012                         | 5-Juillet-1962                     | USMA - MCA                         | 3 - 1                              | Yalaoui 90e                                         | Feham 25e, Djediat 46e 81e (pen.)                 |
| 89  | 2012-2013      | Championnat                      | 22/09/2012                         | 5-Juillet-1962                     | USMA - MCA                         | 1 - 0                              |                                                     | Gasmi 67e                                         |
| 90  | 2012-2013      | Championnat                      | 25/01/2013                         | 5-Juillet-1962                     | MCA - USMA                         | 1 - 0                              | Djallit 76e                                         |                                                   |
| 91  | 2012-2013      | Coupe (Finale)                   | 01/05/2013                         | 5-Juillet-1962                     | MCA - USMA                         | 0 - 1                              |                                                     | Benmoussa 18e                                     |
| 92  | 2013-2014      | Championnat                      | 21/09/2013                         | 5-Juillet-1962                     | USMA - MCA                         | 1 - 0                              |                                                     | Gasmi 12e (pen.)                                  |
| 93  | 2013-2014      | Championnat                      | 22/02/2014                         | Mustapha-Tchaker                   | MCA - USMA                         | 0 - 3                              |                                                     | Ziaya 39e, Chafaï 47e, Gasmi 82e                  |
| 94  | 2014-2015      | Supercoupe                       | 09/08/2014                         | Mustapha-Tchaker                   | USMA - MCA                         | 0 - 1                              | Aouedj 82e                                          |                                                   |
| 95  | 2014-2015      | Championnat                      | 22/11/2014                         | Omar-Hamadi                        | MCA - USMA                         | 0 - 1                              |                                                     | Baïteche 47e                                      |
| 96  | 2014-2015      | Championnat                      | 25/04/2015                         | Omar-Hamadi                        | USMA - MCA                         | 0 - 0                              |                                                     |                                                   |
| 97  | 2015-2016      | Championnat                      | 22/12/2015                         | 5-Juillet-1962                     | USMA - MCA                         | 0 - 0                              |                                                     |                                                   |
| 98  | 2015-2016      | Championnat                      | 22/04/2016                         | 5-Juillet-1962                     | MCA - USMA                         | 2 - 2                              | Hachoud 79e 87e                                     | Nadji 26e, Darfalou 67e                           |
| 99  | 2016-2017      | Championnat                      | 13/10/2016                         | Mustapha-Tchaker                   | MCA - USMA                         | 2 - 1                              | Zerdab 36e 77e (pen.)                               | Guessan 87e                                       |
| 100 | 2016-2017      | Supercoupe                       | 01/11/2016                         | Mustapha-Tchaker                   | USMA - MCA                         | 2 - 0                              |                                                     | Chafaï 61e, Meftah 78e (pen.)                     |
| 101 | 2016-2017      | Championnat                      | 04/03/2017                         | 5-Juillet-1962                     | USMA - MCA                         | 2 - 2                              | Seguer 4e, Bouguèche 10e                            | Meftah 21e, Benyahia 25e                          |
| 102 | 2017-2018      | Championnat                      | 28/11/2017                         | 5-Juillet-1962                     | MCA - USMA                         | 0 - 2                              | -                                                   | Benmoussa 56e (pen.), Darfalou 85e                |
| 103 | 2017-2018      | Championnat                      | 24/02/2018                         | 5-Juillet-1962                     | USMA - MCA                         | 2 - 2                              | Bendebka 57e, Hachoud 71e                           | Darfalou 1re, Bouderbal 19e                       |
| 104 | 2018-2019      | Championnat                      | 06/10/2018                         | 5-Juillet-1962                     | USMA - MCA                         | 0 - 0                              |                                                     |                                                   |
| 105 | 2018-2019      | Championnat                      | 14/03/2019                         | 5-Juillet-1962                     | MCA - USMA                         | 3 - 2                              | Benaldjia 41e, Bendebka 56e, Lamara 89e             | Zouari 51e, Benyahia 85e                          |
| 106 | 2019-2020      | Championnat                      | 12/10/2019                         | 5-Juillet-1962                     | MCA - USMA                         | Annulé                             |                                                     |                                                   |
| 107 | 2019-2020      | Championnat                      | 24/02/2020                         | 5-Juillet-1962                     | USMA - MCA                         | 0 - 1                              | Frioui 61e                                          |                                                   |
| 108 | 2020-2021      | Championnat                      | 26/03/2021                         | Omar-Hamadi                        | USMA - MCA                         | 2 - 2                              | Belkheir 45e 80e                                    | Koudri 4e, Belaïd 55e                             |
| 109 | 2020-2021      | Coupe de la Ligue (8e de finale) | 08/05/2021                         | Omar-Hamadi                        | USMA - MCA                         | 2 - 0                              |                                                     | Opoku 19e, Naïdji 90+2e                           |
| 110 | 2020-2021      | Championnat                      | 13/07/2021                         | 5-Juillet-1962                     | MCA - USMA                         | 2 - 2                              | Abdelhafid 27e 45e                                  | Zouari 49e, Belkacemi 71e (pen.)                  |
| 111 | 2021-2022      | Championnat                      | 16/01/2022                         | Omar-Hamadi                        | USMA - MCA                         | 1 - 1                              | Zaïdi 65e                                           | Meziane 52e                                       |
| 112 | 2021-2022      | Championnat                      | 15/05/2022                         | 5-Juillet-1962                     | MCA - USMA                         | 0 - 1                              |                                                     | Benhammouda 56e                                   |
| 113 | 2022-2023      | Championnat                      | 20/12/2022                         | 5-Juillet-1962                     | MCA - USMA                         | 1 - 0                              | Benabdi 67e                                         |                                                   |
| 114 | 2022-2023      | Championnat                      | 23/06/2023                         | Nelson-Mandela                     | USMA - MCA                         | 2 - 0                              |                                                     | Belkacemi 40e, Loucif 63e                         |
| 115 | 2023-2024      | Championnat                      | 29/12/2023                         | 5-Juillet-1962                     | USMA - MCA                         | 0 - 0                              |                                                     |                                                   |
| 116 | 2023-2024      | Championnat                      | 17/05/2024                         | 5-Juillet-1962                     | MCA - USMA                         | 1 - 0                              | Zoungrana 23e                                       |                                                   |
| 117 | 2024-2025      | Championnat                      | 24/01/2025                         | 5-Juillet-1962                     | USMA - MCA                         | 0 - 3                              |                                                     |                                                   |
| 118 | 2024-2025      | Championnat                      | 23/05/2025                         | 5-Juillet-1962                     | MCA -USMA                          | 1 - 0                              |                                                     |                                                   |

## Statistiques

### Bilan des confrontations
| Compétitions             | Matchs | Victoires MCA | Matchs nuls | Victoires USMA | Buts MCA | Buts USMA |
| ------------------------ | ------ | ------------- | ----------- | -------------- | -------- | --------- |
| Championnat d'Algérie    | 91     | 28            | 37          | 26             | 91       | 97        |
| Championnat D2 d'Algérie | 8      | 5             | 1           | 2              | 18       | 9         |
| Coupe d'Algérie          | 12     | 8             | 2           | 2              | 21       | 11        |
| Supercoupe d'Algérie     | 2      | 1             | 0           | 1              | 1        | 2         |
| Coupe de la Ligue        | 2      | 1             | 0           | 1              | 1        | 2         |
| Coupe Forconi            | 3      | 3             | 0           | 0              | 11       | 2         |
| Total                    | 118    | 46            | 40          | 32             | 143      | 123       |

## Comparaison des titres
| MC Alger | Championnat                              | USM Alger |
| -------- | ---------------------------------------- | --------- |
|          | International                            |           |
| 1        | Ligue des champions de la CAF            | –         |
| –        | Coupe de la confédération                | 1         |
| –        | Supercoupe de la CAF                     | 1         |
|          | National                                 |           |
| 9        | Ligue 1                                  | 8         |
| 8        | Coupe d'Algérie                          | 9         |
| 1        | Coupe de la Ligue                        | –         |
| 4        | Supercoupe                               | 2         |
|          | International (Disparue et non-officiel) |           |
| 2        | Coupe du Maghreb des vainqueurs de coupe | –         |
|          | International (Non-officiel)             |           |
| –        | Coupe arabe des clubs champions          | 1         |
|          | National (Disparue)                      |           |
| 2        | Ligue d'Alger                            | –         |
| 2        | Coupe Forconi                            | –         |
| 29       | Total                                    | 22        |

En gras, le club qui possède le plus grand nombre de titres dans une compétition.

### Séries d'invincibilité
| Club      | Du                             | Au                               | Série               |
| MC Alger  | 24 octobre 1985 MCA 4 - 1 USMA | 13 avril 1990 MCA 1 - 1 USMA     | 10 matchs (5V - 5N) |
| USM Alger | 27 avril 2000 MCA 0 - 1 USMA   | 21 octobre 2004 MCA 1 - 2 USMA   | 8 matchs (5V - 3N)  |
| MC Alger  | 15 juin 2006 MCA 2 - 1 USMA    | 1er décembre 2008 MCA 0 - 0 USMA | 7 matchs (4V - 3N)  |
| MC Alger  | 16 mars 2010 USMA 0 - 3 MCA    | 26 novembre 2011 MCA 1 - 0 USMA  | 6 matchs (4V - 2N)  |
| MC Alger  | 18 avril 1977 USMA 1 - 2 MCA   | 26 janvier 1980 USMA 0 - 0 MCA   | 6 matchs (2V - 4N)  |
| USM Alger | 17 mars 1997 USMA 3 - 1 MCA    | 26 juin 1999 USMA 2 - 2 MCA      | 6 matchs (2V - 4N)  |
| MC Alger  | 5 novembre 1967 MCA 3 - 1 USMA | 25 octobre 1970 USMA 2 - 2 MCA   | 5 matchs (4V - 1N)  |
| MC Alger  | 19 juin 1973 MCA 4 - 2 USMA    | 16 novembre 1975 USMA 1 - 1 MCA  | 5 matchs (3V - 2N)  |
| USM Alger | 4 mai 1975 USMA 1 - 1 MCA      | 11 février 1977 USMA 1 - 0 MCA   | 5 matchs (2V - 3N)  |

### Meilleurs buteurs
| Rang | Joueur           | Club      | Buts |
| ---- | ---------------- | --------- | ---- |
| 1    | Abdesslem Bousri | MC Alger  | 10   |
| 2    | Omar Betrouni    | MC Alger  | 8    |
| 3    | Hassen Tahir     | MC Alger  | 5    |
| 3    | Noureddine Daham | MC Alger  | 5    |
| 5    | Kamel Chalabi    | USM Alger | 4    |
| 5    | Nasser Guedioura | USM Alger | 4    |
| 5    | Abdelaziz Oucif  | MC Alger  | 4    |
| 5    | Abdelwahab Zenir | MC Alger  | 4    |
| 5    | Zoubir Bachi     | MC Alger  | 4    |
| 5    | Fodil Dob        | MC Alger  | 4    |

### Liste des stades
| Stade                              | Matchs | Victoires MCA | Nuls | Victoires USMA |
| ---------------------------------- | ------ | ------------- | ---- | -------------- |
| Stade du 5-Juillet-1962, Alger     | 68     | 23            | 28   | 17             |
| Stade Omar-Hamadi, Alger           | 27     | 10            | 8    | 10             |
| Stade du 20-Août-1955, Alger       | 7      | 4             | 2    | 1              |
| Stade Mustapha-Tchaker, Blida      | 4      | 2             | 0    | 2              |
| Stade des Frères-Brakni, Blida     | 1      | 1             | 0    | 0              |
| Stade de Koléa, Tipaza             | 1      | 1             | 0    | 0              |
| Stade Djillali Bounâama, Boumerdès | 1      | 0             | 0    | 1              |
| Total                              | 109    | 42            | 38   | 29             |

### Records et dates importantes
- Si vous ne connaissez pas le sujet, laissez ce bandeau (vous pouvez alors contacter les auteurs).
- Si vous supprimez le contenu mis en cause (vous pouvez préalablement contacter les auteurs),

argumentez précisément cette suppression dans la page de discussion
(un manque de référence n'est pas un argument ; une recherche réelle de référence doit avoir été effectuée, être formellement documentée).
- Le premier match officiel entre les deux équipes a lieu le 4 janvier 1948 au Stade Municipal.
- Le premier match officiel entre les deux équipes en championnat se déroule le dimanche 9 juin 1963 au Stade de Saint-Eugène.
- Le premier match en Coupe d'Algérie a lieu le 13 juin 1971 en finale au Stade d'El Anasser.
- Le premier match en Coupe de la ligue est joué le 23 janvier 2000 et remporté par le MC Alger sur le score de 1-0.
- Le premier but dans l'histoire du derby algérois en championnat a été marqué par le joueur du MC Alger Laggoun à la 9e minute de la rencontre le 9 juin 1963.
- Plus larges victoires du MC Alger en championnat : 4-1 lors de la saison 1985/1986 et 3-0 lors des saisons 1963/1964 et 1974/1975, en coupe d'Algérie 3-0 durant la saison 2009/2010, et en coupe Forconi 5-1 durant la saison 1949/1950.
- Plus larges victoires de l'USM Alger en championnat : 3-0 lors des saisons 1962-1963, 2008-2009 et 2013-2014, et en coupe d'Algérie 1-0 durant la saison 1976/1977 et la plus larges victoires en super coupe 2-0 durant la saison 2016/2017.
- La plus longue série de derbys sans défaite est pour le MC Alger avec 10 derbys entre les saisons 1982/1983 et 1989/1990.
- La plus longue période sans défaite dans le derby est de 13 ans, réalisée par le MC Alger entre le 25 mars 1983 et le 18 mars 1996.
- La plus longue série de victoires consécutives a été réalisée par le MC Alger avec 4 victoires entre 1967 et 1970.
- La plus longue série de derbys sans marquer le moindre but revient à l'USM Alger avec 5 matchs et une mi-temps soit 522 minutes.
- Le plus grand score fut de 4-4 (8 buts) lors de la saison 1981/1982 en Coupe d'Algérie.
- Le MC Alger a remporté le derby en aller-retour cinque fois, durant les saisons: 1967/1968, 1969/1970, 1988/1989, 2007/2008, 2024/2025
- L'USM Alger a remporté le derby en aller-retour deux fois :2003-2004, 2013-2014.
- Les deux équipes se sont rencontrées en finale de Coupe d'Algérie 5 fois, celles de 1971, 1973, 2006 et 2007, remportées par le MC Alger, et une seule remportée par l'USM Alger en 2013.
- Deux matchs de Coupe d'Algérie se sont joués aux tirs au but, le premier remporté par le MC Alger en 1981/1982 et l'autre par l'USM Alger en 1998/1999.
- Le MC Alger a marqué 10 penaltys, et l'USM Alger en a marqué 7.
- Le meilleur buteur du derby algérois de tous les temps est Abdeslam Bousri (MCA) avec 10 réalisations, suivi par Omar Betrouni (MCA puis USMA) avec 8 réalisations.
- Malgré le grand nombre de joueurs qui ont porté le maillot mouloudéen et usmiste, aucun d'eux n'est parvenu à marquer dans les deux camps.
- Le derby a été joué 66 fois au Stade du 5-Juillet-1962, 27 fois au Stade Omar-Hamadi, 7 fois au Stade du 20-Août-1955, 4 fois au Stade Mustapha-Tchaker et une seule fois au Stade Ferhani, Brakni, Boumerdès et Koléa.
- Au Stade du 5-Juillet-1962 le MC Alger a remporté 23 victoires et l'USM Alger en a remporté 15.
- Au Stade Omar-Hamadi le MC Alger a remporté 10 victoires égalité avec l'USM Alger qui elle aussi a remporté 10.
- Au Stade du 20-Août-1955 le MC Alger a remporté 4 victoires et l'USM Alger a remporté une seule.
- L'attaquant de l'USM Alger Oussama Darfalou inscrit, le 24 février 2018, au bout de 24 secondes seulement, le but le plus rapide dans l'histoire des confrontations[26].

Dernière mise à jour le 24 février 2020